# Antonio Carafa (maréchal)
Pour les articles homonymes, voir Carafa.
Pour les autres membres de la famille, voir Famille Carafa.
Antonio Carafa ou Caraffa, né en 1642 à Torrepaduli, dans les Pouilles, ou en 1646, et mort en mars 1693, fut un militaire italien au service de l'Autriche impériale.
Antonio Carafa, issue de la puissante famille Carafa du royaume de Naples (alors possédé par les Habsbourg d'Espagne), entra en 1665 au service de l'Autriche, devint feld-maréchal en 1688, combattit les Turcs en Hongrie et prit sur eux Moukatcheve (Munkacz) et Belgrade la même année 1688. 
En Hongrie, il persécuta violemment les partisans d'Imre Thököly, opposé aux Habsbourg, et développa une réputation de cruauté parmi les Hongrois, notamment lors des exécutions d'Eperies.
Il fut décoré de l'ordre de la Toison d'or et fait comte du Saint-Empire et le philosophe Giambattista Vico rédigea un ouvrage à sa mémoire.

## Sources
Cet article comprend des extraits du Dictionnaire Bouillet. Il est possible de supprimer cette indication, si le texte reflète le savoir actuel sur ce thème, si les sources sont citées, s'il satisfait aux exigences linguistiques actuelles et s'il ne contient pas de propos qui vont à l'encontre des règles de neutralité de Wikipédia.